# Tg l'una, quasi un rotocalco per la domenica
Tg l'una, quasi un rotocalco per la domenica è stato un programma televisivo italiano di approfondimento, trasmesso ogni domenica su Rete 1 (poi Rai Uno) alle 13:00, dal 24 ottobre 1976 al 27 giugno 1993.
Venne ideato e curato da Alfredo Ferruzza, importando dalla radio il corpus di "Speciale GR", curato sempre da Ferruzza.
Il programma durava 50 minuti e comprendeva una breve edizione del TG1 delle ore 13.30 di soli 10 minuti, presentante una sigla inedita caratterizzata da segnali morse e la dicitura "notizie".
Tra i conduttori vi furono in alternanza ogni domenica Paolo Cavallina, Enzo Stinchelli, Elio Sparano, Carmelo Freni, Romano Battaglia, Giuseppe Vannucchi, Claudio Angelini e Giuseppe Breveglieri (che curò il programma dal 1987 dopo l'addio di Ferruzza).
Tra i numerosi ospiti intervenuti nel programma: Angelo Branduardi, Walter Chiari, Andy Warhol, Rudol'f Nureev, Stefania Rotolo, Cesare Zavattini, Paolo Rossi, Marisa Merlini, Carlo Rubbia, Giovanni Spadolini, Bud Spencer, Johnny Dorelli, Vittorio Gassman, Loretta Goggi, Luciano Pavarotti, Giulietta Masina, Maria Giovanna Elmi, Roberta Giusti, Heather Parisi, Rossana Maiorca, Liana Orfei, Francesco Moser, Nino La Rocca, Miki Biasion, Mario Monicelli, Gloria Guida, Lilli Carati, Sandra Mondaini, Monica Vitti, Valeria Golino, Anna Proclemer, Steno, Alberto Lattuada, Don Vittorione, Enzo Biagi, Giulio Andreotti, Domenico Modugno, Maria Rosaria Omaggio, Monica Vitti, Catherine Spaak, Sylva Koscina, Pamela Prati, Uto Ughi, Alberto Sordi e Stephen Schlaks.
Particolarmente nota è la puntata andata in onda l'8 marzo 1981, con ospiti l'attrice Lilli Carati e il compositore Karlheinz Stockhausen. L'attrice, all'epoca tossicodipendente, si presentò in video in evidente stato di alterazione psico-fisica da sostanza stupefacente, suscitando i commenti sarcastici del conduttore Romano Battaglia.
In ogni puntata andavano in onda tre-quattro servizi, in particolare di cronaca, costume e musica, con interviste esclusive a personaggi come Sandro Pertini, Natuzza Evolo, la principessa Soraya, la vedova di Sadat, l'attrice Joan Collins, il principe Filippo di Edimburgo, Enzo Ferrari.
In 17 anni di messa in onda del programma sono intervenuti oltre 1500 ospiti e sono stati prodotti circa 2000 servizi in circa 730 puntate del programma.
Dal 16 settembre al 2 ottobre 1985 è stata trasmessa una versione quotidiana del programma, chiamata Tg l'una Casual.

## Le sigle
Le sigle del programma, "interpretate" dai pupazzi di Maria Perego, raffiguravano una coppia di bambini (Trip e Birabira) impegnati in semplici attività di flirt o altre scenette mute, integrate in alcuni casi anche da disegni animati, il tutto accompagnato da brani musicali che variavano di anno in anno. 
Degno di nota è anche il logo della trasmissione (la scritta tG l'una) che nei primi tempi presentava il carattere uguale o quantomeno simile a quello del marchio del Tg1, ma poi con il tempo l'usanza di usare gli stessi caratteri del marchio della testata è andata in disuso. 
La colonna sonora del programma più nota è probabilmente Lady "Di" (1982) di Richard Clayderman (RCA – PB 6628), sigla di chiusura della stagione 1982/1983. Nel corso del programma vi furono, fra le sigle ufficiali: una versione moderna (1965) dall'opera di Wolfgang Amadeus Mozart, "Piccola serenata notturna" K 525, Petite Musique De Nuit: Rondò (Eine kleine Nachtmusik) dei Swingle Singers (Philips – 842 110 PY); Ad Libitum (1977) di Daniel Vangarde (Ariston – AR/00801), brano risuonato con lo pseudonimo Who's Who nel 1980 e il titolo Ad Libitum 80; Rondò veneziano (1980) dei Rondò veneziano (Barclay – 100.108) per un brevissimo periodo nel 1981; Bollicina (1983/84) di Stefano Mainetti (Fonit Cetra – SP 1804) – Stefano D'Orazio dei Pooh tra gli autori; Greece (Hold On Tight) di Stephen Schlaks (Ariston – ARLP/12414) con l'artista al piano, la presenza di un cartone animato di Gino e Roberto Gavioli, sullo sfondo dei pupazzi animati della Perego. Nel 1992 la sigla di chiusura fu una versione riveduta di Darling Nellie Gray (1937) dei Mills Brothers con la voce di Louis Armstrong.